# Розподільник (шаблон проєктування)
Розподільник (англ. Gateway) — шаблон проєктування, який дозволяє встановити взаємодію між незалежними компонентами.

## Опис
Іноді потрібно встановити взаємодію між двома підсистемами, які не повинні знати один про одного. Це може бути потрібно, коли неможливо змінити ці системи, або не потрібно встановлювати залежність між ними.
Рішенням буде додати новий компонент, про який жодна із підсистем не догадується, та який керує взаємодією між цими системами. Наприклад, розподільник може реагувати на події в одній підсистемі, та надсилати запит в іншу (або ж створювати для неї повідомлення).